# Anisonychus melanopterus
Anisonychus melanopterus là một loài bọ cánh cứng trong họ Attelabidae. Loài này được Wiedeman miêu tả khoa học năm 1819.